# Norwegische Musikhochschule
Die Norwegische Musikhochschule (norwegisch: Norges musikkhøgskole, kurz NMH) ist eine Musikhochschule in der norwegischen Hauptstadt Oslo mit mehr als 750 Studenten.
Die Norwegische Musikhochschule wurde 1973 gegründet und ist heute nach der Zusammenlegung mit dem Østlandet-Musikkonservatorium im Jahre 1996 die höchste Bildungseinrichtung für Musik in Norwegen.

## Geschichte

### Musikkonservatoriet i Oslo
Die Geschichte der Vorläufer dieser Musikhochschule geht bis 1883 zurück. In diesem Jahr gründeten Ludvig Mathias Lindeman und dessen Sohn Peter Brynie Lindeman die Organistskolen, die bald erweitert, 1894 in Musikkonservatorium Christiania und später in Musikkonservatorium Oslo (Musikkonservatoriet i Oslo) umbenannt wurde. 1973 wurde diese Institution aufgelöst und in die Norwegische Musikhochschule überführt. Zu Ehren der Familie Lindeman, die das Konservatorium jahrzehntelang geleitet hatte, trägt der Konzertsaal der Norwegischen Musikhochschule den Namen Lindeman-Saal (Lindemansalen).

### Østlandets Musikkonservatorium
Ein weiterer Vorläufer der Musikhochschule wurde 1959 als Veitvet Musikkskole von Olav Selvaag ins Leben gerufen. 1968 wurde diese Ausbildungsstätte in Veitvet Musikkonservatorium, 1974 in Østlandets Musikkonservatorium umbenannt. Dieses ging 1996 in der Norwegischen Musikhochschule auf.

## Gegenwart

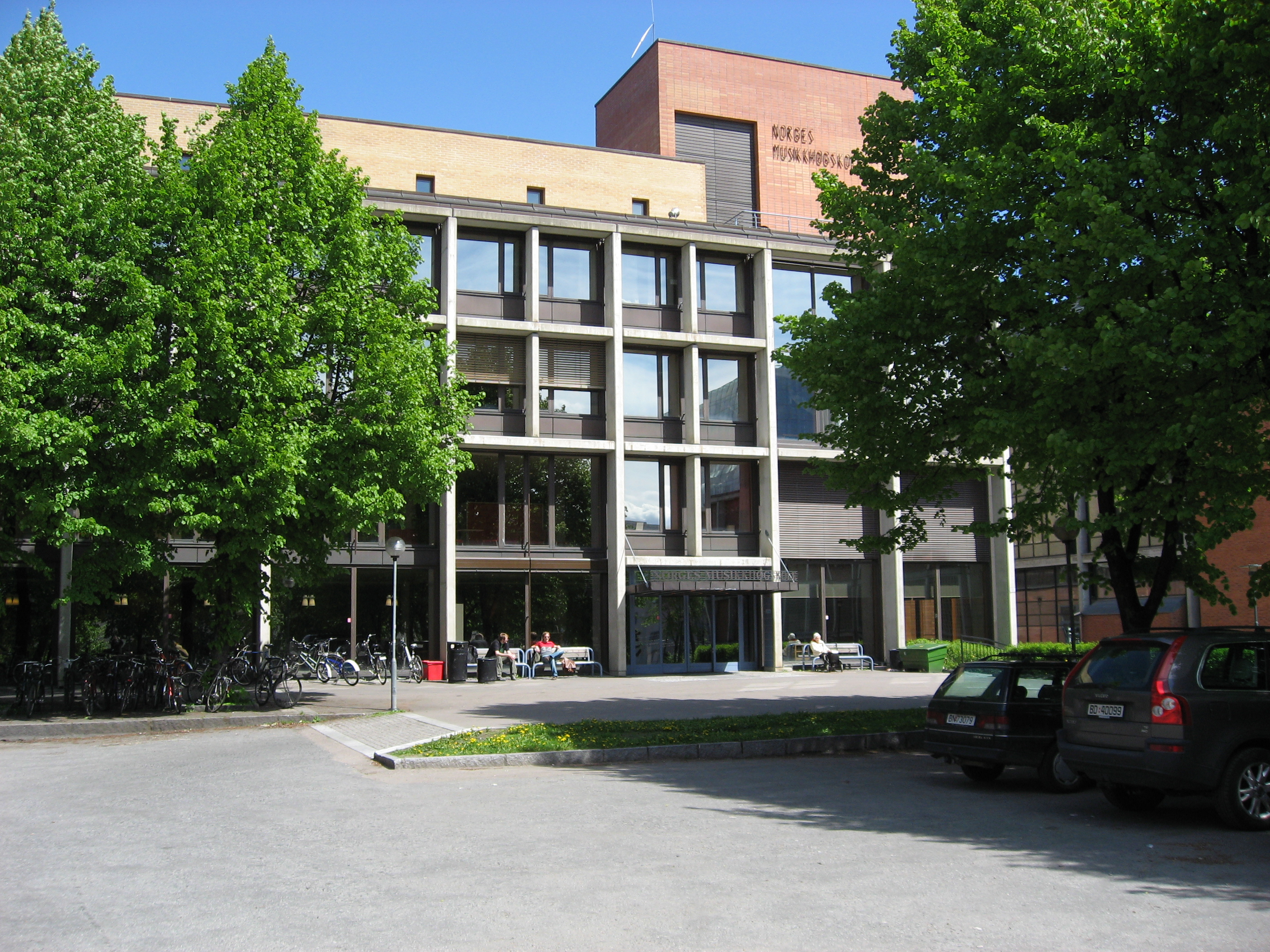
Das Gebäude der NMH aus den 1970er Jahren

Die Norwegische Musikhochschule umfasst sieben Fachbereiche.
- Streicher und Harfe
- Bläser und Schlagwerk
- Dirigieren, Gesang und Kirchenmusik
- Klavier, Begleitung, Gitarre und Akkordeon
- Musikpädagogik und Musiktherapie
- Musiktheorie, Komposition und Musiktechnologie
- Jazz, Improvisierte Musik und traditionelle nordische Volksmusik

## Rektoren
- Robert Levin 1973–1979[6]
- Harald Herresthal 1980–1982
- Harald Jørgensen 1983–1989, 2002–2005
- Benny Dahl-Hansen 1989–1990
- Bjørn Boysen 1991–1998
- Jens Harald Bratlie 1999–2002
- Eirik Birkeland 2005–2012
- Peter Tornquist 2013–2021
- Astrid Kvalbein (seit 2021)